# Giacomo Russo
Giacomo Russo, även kallad Geki, född 23 oktober 1937 i Milano, död 18 juni 1967 i Caserta, var en italiensk racerförare.

## Racingkarriär
Geki blev italiensk Formel junior-mästare 1961, 1962 och 1963. 1964 körde han i Italienska F3-mästerskapet, där han vann de flesta loppen.
Geki hyrde en Brabham-BRM av R R C Walker i vilken han försökte kvala in till Italiens Grand Prix 1964, men det klarade han inte. Året efter fortsatte han med racing i sportvagnar från Alfa Romeo samt formel 2 och formel 3 i diverse olika bilar.
Hösten 1965 startade Geki i formel 1 i en Lotus-Climax i Italien 1965, vilket han dock fick bryta.  Han fortsatte med racing i Alfa Romeo och diverse andra bilar. 1966 tävlade han på nytt i en Lotus-Climax i Italien 1966, i vilket han kom nia.
1967 var Geki inblandad i en fruktansvärd olycka under ett formel 3-lopp i Caserta. En olycka med flera inblandade förare. När den schweiziske föraren Beat Fehr sprang bakåt längs banan för att varna de efterföljande förarna, blev han påkörd av Geki, vars Matra körde av banan in i en mur och fattade eld. Giacomo Russo omkom i lågorna.

## F1-karriär
| Säsong | Stall/Tillverkare          | Poäng | Placering |
| ------ | -------------------------- | ----- | --------- |
| 1964   | R R C Walker (Brabham-BRM) | 0     | –         |
| 1965   | Lotus-Climax               | 0     | –         |
| 1966   | Lotus-Climax               | 0     | –         |